# 韓劇台電視劇集列表 (2019年)
本列表列出2019年由香港myTV SUPER韓劇台所播放的劇集。

## 往年節目
愛情上錯身、7級公務員、三流人生、懷抱太陽的月亮、紳士的品格、熟女辛市長、想念你、守護波士、好醫生、原來是美男、我們遇見的奇蹟、我的冤鬼女友、第二個二十歲、街坊英雄、燦爛的遺產、塑身女神、大長今、奇怪的拍檔、五個孩子、超級爸B、潛行特警、草根議員、戀愛育成遊戲、解碼追兇、婆媽關係、同居家事、青鳥之家、守護家族、愛情甘味、再一次初戀、假面繼承人、誘情嫉妒、爸爸好奇怪、黃金光輝的人生、五指咒鳴曲、當你沉睡時、魔女的法庭、告白夫婦、新紮散仔、高富帥社長、男神機械人、流氓法官、雙生復仇、監獄手記、消失的記憶、善良的男人、秘密花園、神級秘書、愛情廣播、山寨檢察官、武法律師、情侶經理人、愛情吹波糖、繼承者們、來自星星的你、主君的太陽、讀心試愛、初戀大作戰、吸血鬼偵探